# Argas falco
Argas falco är en fästingart som beskrevs av Kaiser och Harry Hoogstraal 1974. Argas falco ingår i släktet Argas och familjen mjuka fästingar. Inga underarter finns listade i Catalogue of Life.